# 動的能力 (経営)
動的能力（どうてきのうりょく、英: Dynamic capability）は、1990年代にデイヴィッド・ティースらが提唱した組織論・経営学上の概念であり、企業が環境や状況の変化に応じて自己を変革する能力を指す。ダイナミック・ケイパビリティ理論ともいう。

## 概念
企業の経営戦略理論の一つとして、資源ベース理論（Resource-Based View,RBV）があり、1980年代から1990年代前半にかけて、Jay.B Barneyが企業が経営資源を組み合わせて活用する能力をケイパビリティ（Capability）、Gary Hamelと C.K. Prahaladが競争力の源泉・中核となる能力をコア・コンピタンス（Core Competence）と概念化するなど、理論が発展した。また同時に、RBVは変化が乏しい静態的な市場にしか適用できない、環境が大きく変化する中でコア・コンピタンスを重視し過ぎると競争力が低下するんではないかという批判もあり、この答えの一つとして、ダイナミック・ケイパビリティ理論が提唱された。
理論の提唱者であるデイヴィッド・ティースは、1994年にGary Pisanoとの共著で発表した「The Dynamic Capabilities of Firms : an Introduction」内でダイナミック・ケイパビリティの必要性を指摘し、1997年の「Dynamic Capabilities and Strategic Management」でその定義を試みた。同論文内では、企業が環境変化に対応するために経営資源を統合・構築・再構成する能力をダイナミック・ケイパビリティと定義し、感知（Sensing）・捕捉（Seizing）・変容（Transforming）をその構成要素と捉えた。環境の変化を迅速に感知した上で、収益機会・ビジネスチャンスを捕捉し、企業組織・経営資源の活用方法を変容させていくことが競争力の強化につながるとしている。

## 日本での普及
2000年代前半から日本でもダイナミック・ケイパビリティ理論の研究が活発化し、2005年には、オフィス・オートメーション学会（現：日本情報経営学会）が学会誌の特集テーマとして取り上げており、2010年には、デイヴィッド・ティースの主要論文の日本語訳版も中央経済社から出版された。
日本では菊澤研宗がダイナミック・ケイパビリティ理論研究の第一人者と扱われており、菊澤が同理論の有効性検証のために行った富士フィルムとコダックの比較分析が2020年版ものづくり白書（ものづくり基盤技術振興基本法に基づく年次報告）に取り上げられている。